# 2010 Big Show Live Album
2010 Big Show Live Album é o quarto álbum ao vivo do grupo sul-coreano Big Bang. O seu lançamento ocorreu em 23 de junho de 2010. O álbum foi gravado através da série de concertos Big Show 2010, entre os dias 29 a 31 de janeiro de 2010 na Olympic Gymnastics Arena em Seul. Comercialmente, seu lançamento obteve êxito, figurando no topo da parada sul-coreana Gaon Album Chart.

## Lançamento
2010 Big Show Live Album apresenta performances do Big Bang realizadas durante sua série de concertos Big Show 2010, que contou com três apresentações na Olympic Gymnastics Arena. Composto por 21 canções no total, o álbum inclui faixas lançadas tanto de lançamentos coreanos como de japoneses do quinteto, além de seus respectivos singles solos, como "Cotton Candy" de Daesung, apresentando ao vivo pela primeira vez durante a série de concertos. 
O segundo disco pertencente a 2010 Big Show Live Album, contém como faixas bônus o single de estreia de T.O.P intitulado "Turn it Up", que foi apresentando pela primeira vez durante a série de concertos e lançado em formato físico através do álbum, além de remisturas de singles lançados anteriormente pelo grupo e a canção "Hallelujah", lançada como trilha sonora do drama coreano Iris (2009), o qual T.O.P foi integrante do elenco.

## Lista de faixas
| 2010 Big Show Live Album – Disco 1 |                                                                  |                                  |                                              |                                              |         |  |
| N.º                                | Título                                                           | Letras                           | Música                                       | Arranjos                                     | Duração |  |
| 1.                                 | "Lies (Hitchhiker remix)" (거짓말)                               | G-Dragon                         | G-Dragon                                     | Brave Brothers                               | 3:45    |  |
| 2.                                 | "Gara Gara Go!!" (ガラガラ Go!!)                                 | Big-Ron, Shion, Ricci, Yug Japan | Jimmy Thornfeldt                             | Jimmy Thornfeldt, Mohombi Moupondo, G-Dragon | 3:20    |  |
| 3.                                 | "Koe wo Kikasete" (声をきかせて; Let Me Hear Your Voice)         | Yamamoto Narumi, Robin           | Teddy Park                                   | Teddy Park                                   | 4:15    |  |
| 4.                                 | "Halleluiah" (할렐루야)                                          | G-Dragon                         | Teddy Park, G-Dragon, Kush                   | Teddy Park                                   | 3:18    |  |
| 5.                                 | "Strong Baby (Hitchhiker remix)" (Seungri solo)                  | G-Dragon                         | G-Dragon, Bae Jin Yeol                       | Bae Jin Yeol                                 | 3:40    |  |
| 6.                                 | "Where U At" (Taeyang solo)                                      | Teddy Park                       | Teddy Park, Taeyang                          | Teddy Park                                   | 2:43    |  |
| 7.                                 | "How Gee"                                                        | Big Bang, Perry                  | Big Bang, Perry                              | Brave Brothers                               | 2:25    |  |
| 8.                                 | "Stylish (Perry remix)"                                          | G-Dragon                         | Perry                                        | Perry                                        | 3:51    |  |
| 9.                                 | "Cotton Candy" (솜사탕; Somsatang) (Daesung solo)                | Jeong Ji Chan, Daesung           | Jeong Ji Chan                                | Jeong Ji Chan                                | 4:26    |  |
| 10.                                | "A Fool's Only Tears & I Don´t Understand" (눈물뿐인 바보)       | G-Dragon, An Young Min           | Jeon Seung Woo, Choi Pil-kang                | Jeon Seung Woo, Choi Pil-kang                | 2:55    |  |
| 11.                                | "Foolish Love & Oh Ma Baby" (멍청한 사랑; Meongcheonghan Sarang) | G-Dragon, T.O.P                  | Kush, Choi Kyusung, G-Dragon, Brave Brothers | Kush, Brave Brothers                         | 3:15    |  |
| 12.                                | "Remember"                                                       | Yang Hyun-suk, G-Dragon, T.O.P   | Teddy Park, Walt Anderson                    | Teddy Park                                   | 1:52    |  |
| 13.                                | "Stay"                                                           | Fujibayashi Shoko                | Jimmy Thornfeldt, Mohombi Moupondo           | Jimmy Thornfeldt, Mohombi Moupondo           | 3:47    |  |
| 14.                                | "Haru Haru" (하루하루; Day by Day)                               | G-Dragon                         | G-Dragon, Daishi Dance                       | Daishi Dance                                 | 4:19    |  |
| 15.                                | "Heartbreaker" (G-Dragon solo)                                   | G-Dragon                         | G-Dragon, Jimmy Thornfelt                    | Jimmy Thornfelt                              | 4:29    |  |
| 16.                                | "Heaven & Fool" (천국; Cheonguk & 바보; Babo)                    | G-Dragon                         | G-Dragon, Daishi Dance                       | G-Dragon, Daishi Dance, Brave Brothers       | 4:25    |  |
| 17.                                | "Sunset Glow" (붉은 노을; Byulkeun Noeul)                        | G-Dragon, Lee Hyung-hon          | Lee Hyung-hon, G-Dragon, Teddy Park          | Teddy Park                                   | 3:31    |  |
| Duração total:                     | Duração total:                                                   | Duração total:                   | Duração total:                               | Duração total:                               | 1:00:24 |  |

| 2010 Big Show Live Album – Disco 2 (faixas bônus) |                                    |                |                            |                |         |  |
| N.º                                               | Título                             | Letras         | Música                     | Arranjos       | Duração |  |
| 1.                                                | "Turn It Up" (T.O.P solo)          | T.O.P          | T.O.P, Teddy Park          | Teddy Park     | 3:35    |  |
| 2.                                                | "Halleluiah" (할렐루야)            | G-Dragon       | Teddy Park, G-Dragon, Kush | Teddy Park     | 3:17    |  |
| 3.                                                | "Stylish (Perry remix)"            | G-Dragon       | Perry                      | Perry          | 3:49    |  |
| 4.                                                | "Lies (Hitchhiker remix)" (거짓말) | G-Dragon       | G-Dragon                   | Brave Brothers | 3:49    |  |
| Duração total:                                    | Duração total:                     | Duração total: | Duração total:             | Duração total: | 14:30   |  |

## Desempenho nas paradas musicais
Após o lançamento de 2010 Big Show Live Album na Coreia do Sul, o álbum estreou diretamente no topo da Gaon Album Chart, tornando-o primeiro álbum número um do Big Bang na recém-criada tabela da Gaon. Até o fim do ano de 2010, 2010 Big Show Live Album, obteve vendas de 28,283 mil cópias, o que o levou a posicionar-se em número 51 na parada anual da Gaon Album Chart.

### Posições
| Paradas (2010)                            | Melhor posição |
| ----------------------------------------- | -------------- |
| Coreia do Sul (Gaon Weekly Albums Chart)  | 1              |
| Coreia do Sul (Gaon Monthly Albums Chart) | 3              |
| Coreia do Sul (Gaon Yearly Albums Chart)  | 51             |

## Histórico de lançamento
| Região        | Data                | Formato  | Gravadora                   |
| ------------- | ------------------- | -------- | --------------------------- |
| Coreia do Sul | 23 de junho de 2010 | CD duplo | YG Entertainment Mnet Media |